# Barbara Lanz
Barbara Lanz (* 31. Juli 1983 in Gmunden, Oberösterreich) ist eine österreichische Schauspielerin.

## Leben und Wirken

### Familie und Ausbildung
Lanz wurde als jüngstes von vier Kindern geboren. Ihre Schwester ist die Schauspielerin Elisabeth Lanz. Nach der Matura wurde sie am  Konservatorium der Stadt Wien ausgebildet. Es folgten Studien der Literaturwissenschaften, Theaterwissenschaften und der Judaistik mit einem Magisterabschluss 2011 in neuerer deutscher Literaturwissenschaft an der Universität München. Barbara Lanz hat einen Sohn.

### Karriere
Lanz machte im Alter von zwölf Jahren ihre ersten Filmerfahrungen als Komparsin in der Serie Schlosshotel Orth. Mit 15 stand sie in ihrer ersten Hauptrolle in dem Film Der Kuss meiner Schwester, an der Seite von August Zirner, Friederike Wagner, Alexandra Schalaudek und Florian Heiden unter der Regie von Dror Zahavi in München und Landsberg am Lech, vor der Kamera. Im selben Sommer folgte gleich eine weitere Hauptrolle für die ORF/ZDF-Koproduktion Liebe versetzt Berge an der Seite von unter anderem Jochen Horst, Christine Mayn, Johannes Krisch, Susanna Knechtl, Harald Krassnitzer. Bis 2001 folgten verschiedene Serien- und Fernsehauftritte. Sie spielte sie bisher in mehreren deutschsprachigen TV-Filmen und -Serien und war auch auf deutschen Theaterbühnen, wie dem Schauspielhaus Hamburg, dem Altonaer Theater, dem Stadttheater Gmunden und dem Zimmertheater Heidelberg zu sehen.
In der Sat.1-Telenovela Anna und die Liebe war sie von 2008 bis 2010 als Business-Frau Maja Roth in insgesamt 474 Folgen zu sehen. Parallel dazu stand sie mit Mathieu Carrière als Sigmund Freud in dem Stück Letzte Runde – Freud im Fegefeuer als Anna Freud auf der Bühne des Schauspielhauses Hamburg. 2011 war sie Gasthörerin an der Hochschule für Film und Fernsehen München in der Abteilung Regie und fing mit ihrem ersten Dokumentarfilmprojekt an.
Im Herbst 2012 stieg sie in die ARD-Telenovela Rote Rosen ein und übernahm von Ende November 2012 (Folge 1396) bis Mitte Juni 2013 (Folge 1515) die Rolle Naomi Lichtenhagen.

## Filmografie
- 1999: Liebe versetzt Berge
- 1999: Der Kuss meiner Schwester
- 2000: Schlosshotel Orth
- 2001: Dolce Vita & Co
- 2001: SOKO Kitzbühel, Ep. Tod bei Tisch
- 2002: Rettungshunde
- 2003: Der Bulle von Tölz: Klassentreffen
- 2003: Die Rettungshunde: Hochzeitsreise in den Tod
- 2003: Ferienärzte auf Korfu
- 2004: Sarajewo
- 2004: Die Beauty Queen
- 2004: Der Ferienarzt, Ep. auf Korfu
- 2004: Königin der Nacht
- 2004: Der Ranger
- 2005: Was für ein schöner Tag
- 2005: Der Ranger
- 2005: Rosamunde Pilcher, Ep. Königin der Nacht
- 2006: Lounge
- 2007: Das i-Team – Die Jungs an der Maus
- 2008: Plötzlich Papa – Einspruch abgelehnt!
- 2008–2010: Anna und die Liebe
- 2011: Der letzte Bulle (Fernsehserie) – Folge: Die Nackttanker von Huttrop
- 2012–2013: Rote Rosen
- 2015: SOKO Wien – Alte Gräber (Fernsehserie)
- 2018: In aller Freundschaft – Die jungen Ärzte (Fernsehserie, Folge Kontrollverlust)
- seit 2022: Der Bergdoktor (Fernsehserie)
- 2024: SOKO Hamburg (Fernsehserie, Folge Der letzte Atemzug)